# Csendes-óceán

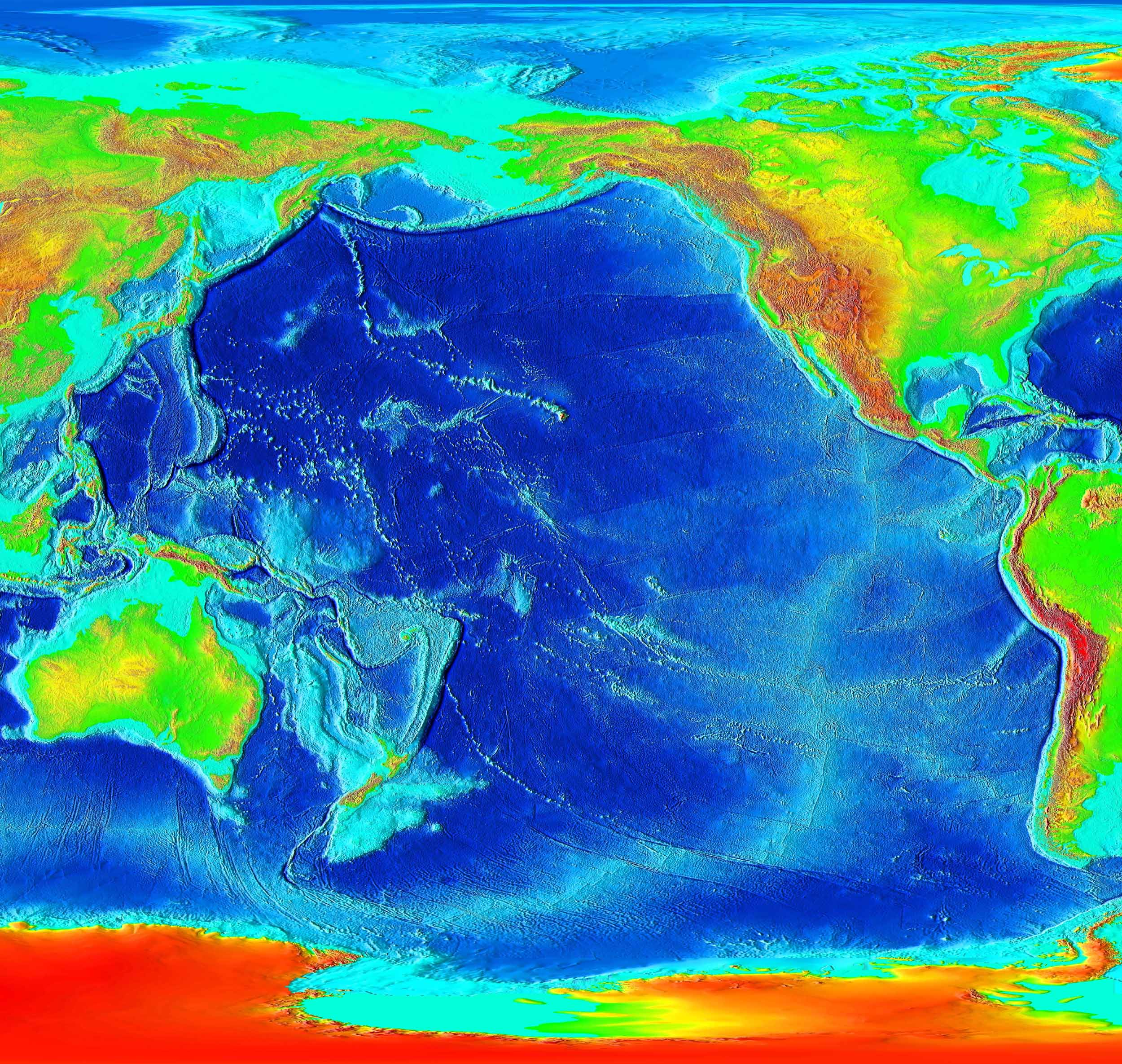
A Csendes-óceán domborzati térképe

A Csendes-óceán (a Magellán által adott Mare Pacificum, 'csendes tenger' elnevezésből) a Föld legnagyobb óceánja. Északon az Arktisz, délen az Antarktisz, nyugaton Ázsia és Ausztrália, keleten pedig Amerika veszi körül. Az Egyenlítő mentén két, északi és déli félre osztják.
166,24 millió km²-nyi területével (melléktengerekkel 181,34 millió km²) a bolygó felszínének 35%-át (vagyis a szárazföldek összességénél nagyobb részt), vízzel borított felszínének pedig felét fedi le. Átlagos mélysége 4188 m (melléktengerekkel 3940 m), legmélyebb pontja (mely a Föld legmélyebb pontja is egyben) a Mariana-árok (11 034 m).

## Vizének jellemzői és áramlatai
A Csendes-óceánban található víz mennyisége 696,19 millió km³ (melléktengerekkel 714,41 millió km³).
A víz hőmérséklete a sarkkörök közelében fagypont közeli, az Egyenlítő környékén 25-30 C°-os. A magasabb hőmérséklet okozta kicsapódás miatt az Egyenlítő körüli vizek kevésbé sósak, a sarkközeli vizek pedig a kevesebb párolgás miatt kisebb sótartalmúak, mint a térítők környékén. A Csendes-óceán legforróbb pontját, 378 °C-ot Vanuatu közelében, 1850 méter mélyen mérték.
A Csendes-óceán északnyugati részének mélyén helyezkedik el a Tamu-masszívum kialudt pajzsvulkán, amelyet a Föld legnagyobb vulkánjának sejtenek.
Az Északi-Csendes-óceánban a felszínközeli víz keringése az óramutató járásával megegyező, a déliben azzal ellentétes.
A 15. szélességi kör mentén nyugati irányba haladó Északi egyenlítői áramlat a Fülöp-szigeteknél északra fordulva a Kurosio (Japán) áramlatban folytatódik. A 45. foknál keletre forduló Kurosióból kiválik az északra tartó Aleut áramlat, a déli ág pedig az Északi egyenlítői áramlathoz kapcsolódik. A kettéváló Aleut áramlat északi ága a Bering-tengerben egy az óramutató járásával ellentétes áramlás, déli ága pedig a Kaliforniai áramlat.
A nyugati irányú Déli egyenlítői áramlat Új-Guineánál délre fordul, majd az 50. fokot elérve keletre csatlakozik az Antarktisz körüli áramlathoz. Chile partjainál ebből válik ki a Humboldt (Peru) áramlat.

## Története

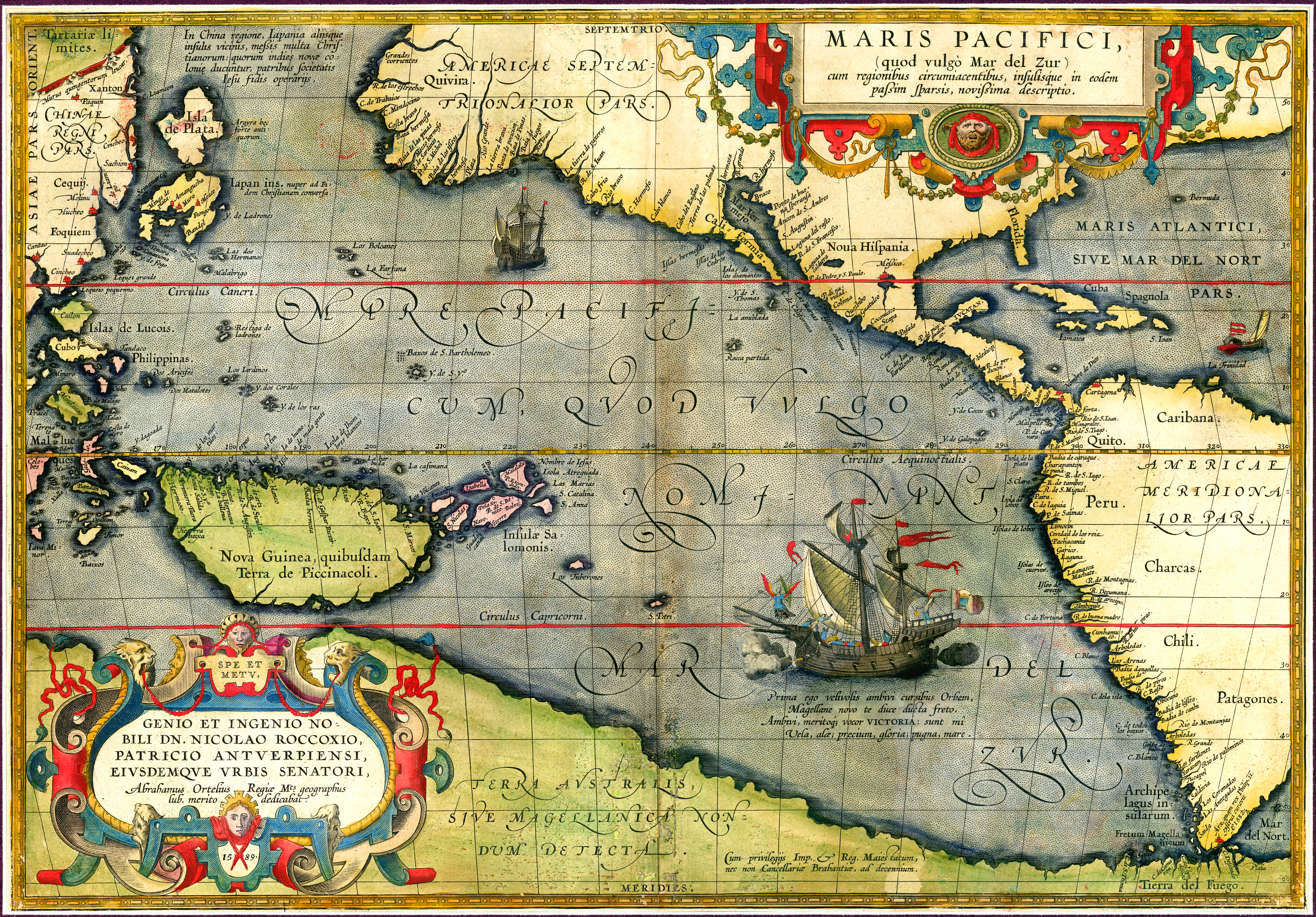
Abraham Ortelius németalföldi térképész műve a Csendes-óceánról 1589-ből

A Csendes-óceán szigeteit két hullámban népesítették be a polinézek, akiknek az eredete a mai napig nem kellőképpen tisztázott . A mai álláspont szerint a polinéz kultúra gyökerei a Délkelet-Ázsiához kapcsolódó szigeteken található. A polinézek Indonézia érintésével, a Fülöp-szigeteken, majd Tongán, Szamoán keresztül érhették el a távoli Húsvét-szigetet, Hawaiit és Tahitit. A 10. század körül került sor Új-Zéland benépesítésére. A polinéz telepesek a hosszú tengeri útjaikhoz kéttörzsű kenukat (katamaránokat) használtak, amelyek élelmiszert és háziállatokat is szállítottak. Az óceánon a csillagok állását, a Nap és a hullámok mozgását, a szélirányt és a madarak repülési irányát használták tájékozódáshoz.

## Perem- és melléktengerei
1. A nyugati partvidéken:
Alaszkai-öböl, Ausztrál-ázsiai középtenger, Bali-tenger, Bering-tenger, Bering-szoros, Celebesz-tenger, Dél-kínai-tenger, Filippínó-tenger, Japán-tenger, Kelet-kínai-tenger, Korall-tenger, Ohotszki-tenger, Sulu-tenger, Tasman-tenger, Vietnámi-öböl (Tonkin-öböl).
2. A keleti partvidéken:
Kaliforniai-öböl

## A Csendes-óceánnal határos államok és területek
| - , Amerikai Szamoa - , Ausztrália - , Brunei - , Chile - , Cook-szigetek - , Costa Rica - , Dél-Korea - , El Salvador - , Ecuador - , Egyesült Államok - , Észak-Korea - Északi-Mariana-szigetek - , Fidzsi-szigetek - , Francia Polinézia - , Fülöp-szigetek | - , Guam - , Guatemala - , Honduras - , Indonézia - , Japán - , Kambodzsa - , Kanada - , Kelet-Timor - , Kína - , Kiribati - , Kolumbia - , Malajzia - , Marshall-szigetek - , Mexikó - , Mikronézia - , Nauru | - , Nicaragua - , Palau - , Panama - , Pápua Új-Guinea - , Peru - , Pitcairn-szigetek - , Oroszország - , Salamon-szigetek - , Szamoa - , Szingapúr - , Tajvan - , Thaiföld - , Tokelau - , Tonga - , Tuvalu | - , Új-Kaledónia - , Új-Zéland - , Vanuatu - , Vietnám - , Wallis és Futuna |

## Nagyobb kikötők
- Acapulco, Mexikó
- Anchorage, USA
- Auckland, Új-Zéland
- Bangkok, Thaiföld
- Brisbane, Ausztrália
- Callao, Peru
- Cebu, Fülöp-szigetek
- Guayaquil, Ecuador
- Hongkong, Kína
- Honolulu, USA
- Jokohama, Japán
- Kitimat, Kanada
- Keelung, Tajvan
- Kóbe, Japán
- Long Beach, USA
- Los Angeles, USA
- Metro Manila, Fülöp-szigetek
- Panamaváros, Panama
- Portland, USA
- Prince Rupert, Kanada
- San Diego, USA
- San Francisco, USA
- Szapporo, Japán
- Seattle, USA
- Sanghaj, Kína
- Szingapúr
- Sydney, Ausztrália
- Tijuana, Mexikó
- Valparaíso, Chile
- Vancouver, Kanada
- Victoria, Kanada
- Vlagyivosztok, Oroszország